# Mufti
Um mufti (em árabe: مفتي; romaniz.: muftī) é um acadêmico islâmico a quem é reconhecida a capacidade de interpretar a lei islâmica (Charia), e a capacidade de emitir fataawa ("fatwas"). Uma muftiat ou diyanet é um conselho de muftis.